# ファラン

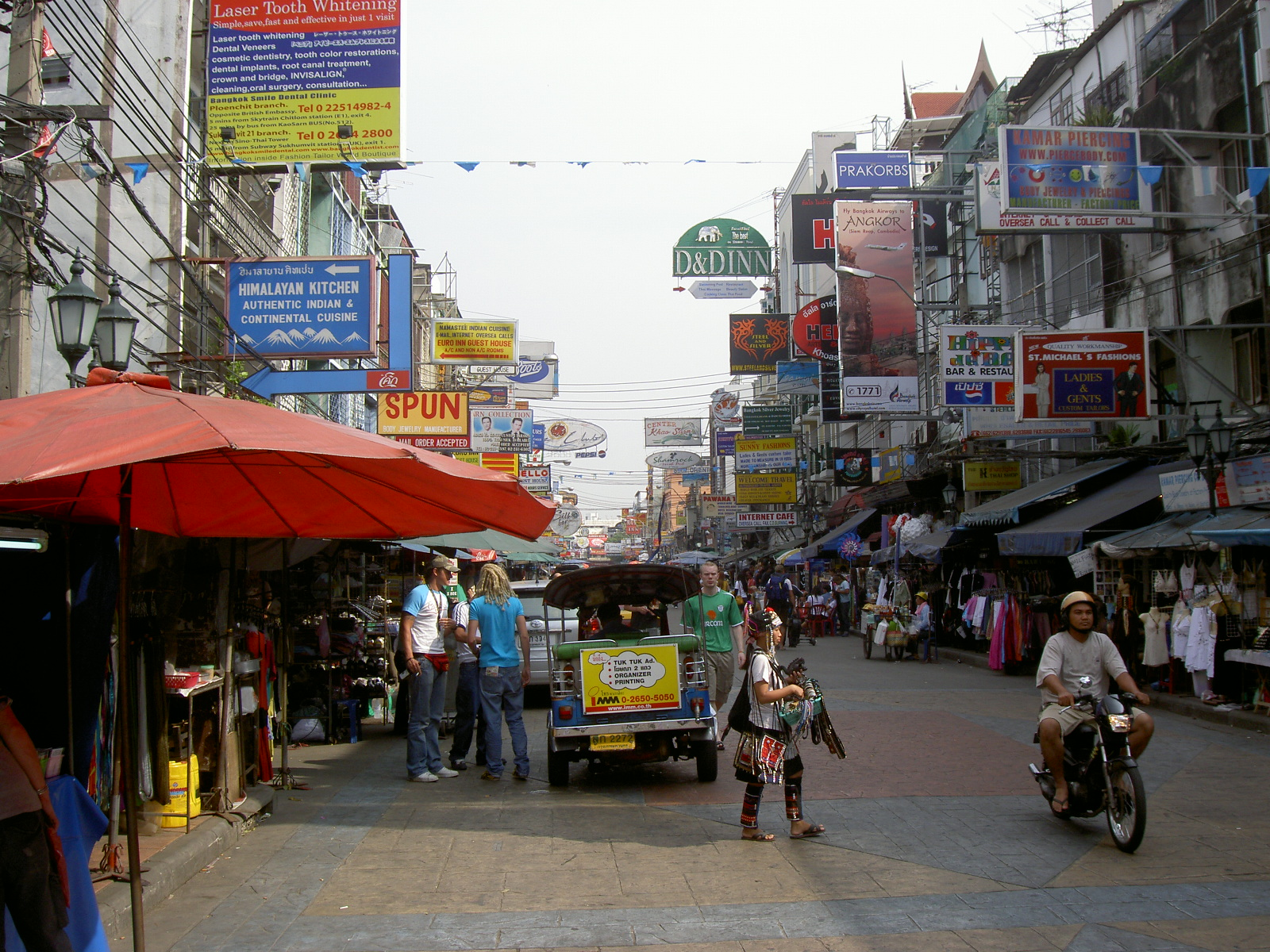
旅行者たちでにぎわうバンコクのカオサン通り。タイ人に「ファラン」を連想させる場所となっている。

ファラン(タイ語: ฝรั่ง [faràŋ]、口語： [falàŋ])はヨーロッパ系の人を指すタイ語の一般的な単語である。ヨーロッパ系であればその人の出身地は問わず「ファラン」とされる。タイ語の公式辞典、ロイヤル・インスティチュート・ディクショナリーは「ファラン」を「白色人種の個人」と定義している。
1833年にアメリカの使節としてインドシナにわたったエドムンド・ロバーツは「ファラン」に「フランク人（またはヨーロッパ人）」と訳語を当てている。
またヨーロッパ人と黒人の混血は「ファラン・ダム」（ฝรั่งดำ、黒いファランの意）と呼ばれ、白人とは区別される。これはベトナム戦争時にアメリカ軍がタイ国内に基地を置くようになってから使われるようになり、今日まで残っている。

## 語源

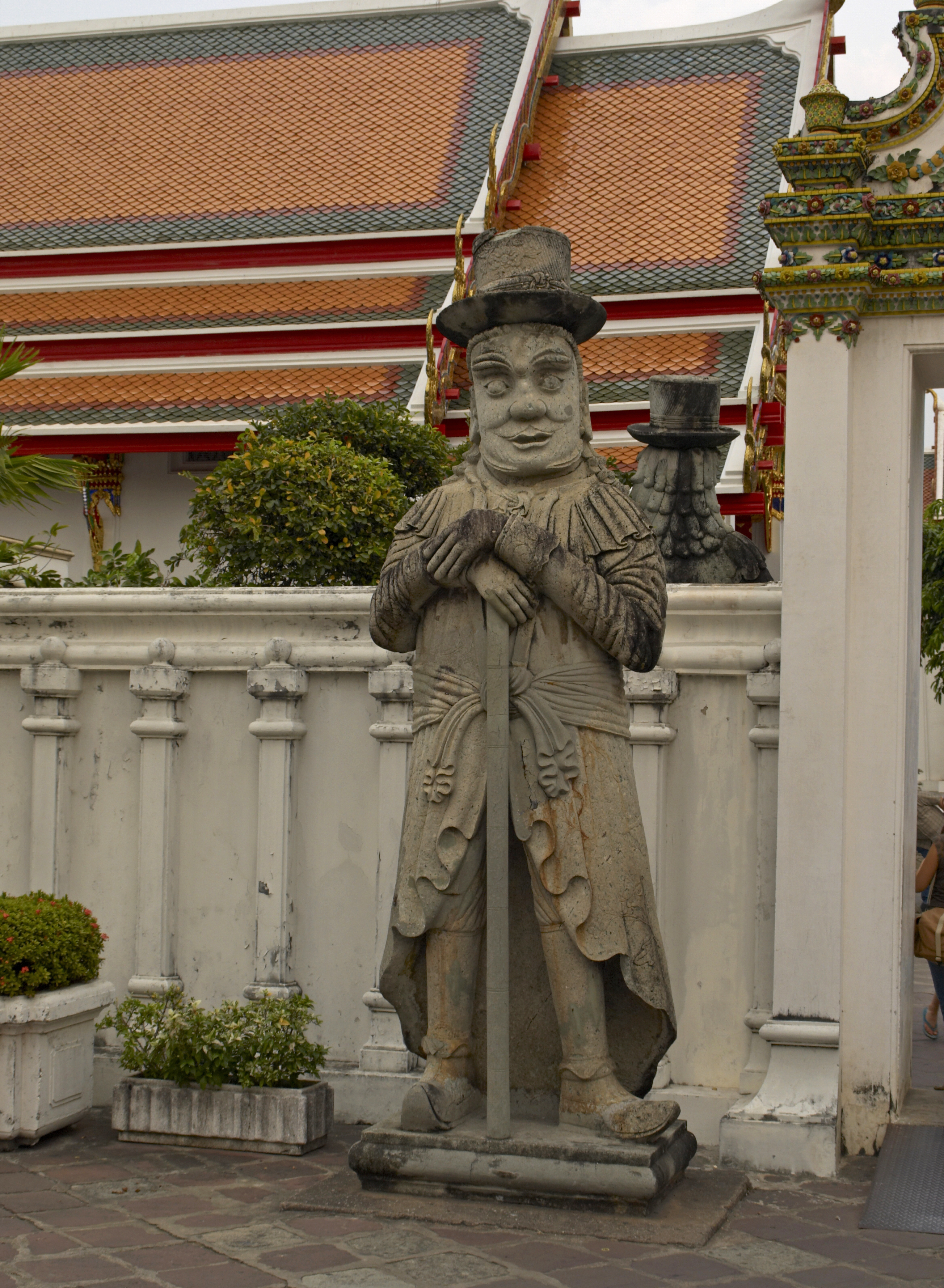
ワット・プラチェートゥポンウィモンマンカラーラーム（寺院）の前にあるファラン像。バンコク。

「ファラン」という語の由来に関してはいくつかの説が存在する。ひとつ目はヒンディー語の「フィランギ」（デーヴァナーガリー: फिरंगी、外国の意）に由来するというもの。これはイギリス領インド帝国時代に作り出された「ヨーロッパ人」を指す言葉で、侮蔑的な意味を含んでいる。もう一つはペルシア語の「ファラング」(wikt:فرنگ)または「ファランギ」(wikt:فرنگی)に由来するというものであり、こちらも「ヨーロッパ人」を意味する。しかし伝播のルートは違えどこれらの言葉は、古フランス語でフランク人を意味する「フランク」（franc）が語源になっている。フランク人は中世の西ヨーロッパおよび中央ヨーロッパに影響力を持った部族で「フランス」の語源にもなっている。フランク系の国家が数世紀にわたりヨーロッパを支配していたため、当時ヨーロッパはもとより中東世界でも「フランク人」と、カトリックを信奉する「ラテン人」は結びつけて考えられていた。中世およびそれ以降、ムスリムとペルシア人は西方教会を「フランギスタン」（ペルシア語：　فرنگستان）と呼んだ。
また、ラシド・アル＝ディン・ファズル・アラー（Rashid al-din Fazl Allâh）はタイ語の「ファラン」はアラビア語の「アフランジ」（afranj）に由来するとしている。この語はエチオピアでは「ファランジ」（faranj）となり白人、またはヨーロッパ人を指す言葉となっている。これらの例はどちらも南インド、マラヤーラム語やタミル語の単語に起源を持ち、その後クメール語やマレー語、そしてさらに広範囲に広がった。中国では「佛郎機」となりフランキ砲に名前を残している。

## 派生
タイ語では「ファラン」はグアバ（フルーツ）を指す語でもある。グアバは400年以上前にポルトガル人の船乗りによってタイに持ち込まれている。当然、白人（ファラン）がグアバ（ファラン）を食べているとタイ人にとって言葉遊びの種になる。グアバの一種であるフェイジョアはタイ語では「ファラン・キ・ノク」(タイ語: ฝรั่งขี้นก)となり、この語は同時にだらしないファラン（白人）、特にバックパッカーを意味する言葉にもなる。ちなみに「ファラン・キ・ノク」の「キ」は「糞尿」、「ノク」は「鳥」を意味する。そのため「キ・ノク」はグアノ（鳥の糞由来の肥料）を意味する言葉でもある。またイサキ科の魚、シマイッサキも「キ・ノク」と呼ばれている。
ヨーロッパ人によって持ち込まれた作物、製品などに「ファラン」という語が使われる例がある。例えばジャガイモは「マン・ファラン」（タイ語: มันฝรั่ง）となる。「マン」は「芋、塊茎」を意味する。また「オオバコエンドロ」は「パク・チー・ファラン」（タイ語: ผักชีฝรั่ง、文字通りファランのパクチー）と呼ばれる。チューインガムは「マク・ファラン」(タイ語: หมากฝรั่ง)となる。「マク」はビンロウヤシを意味し、東南アジアではキンマとしてビンロウを噛む習慣がある。
また、標準語では「ファラン」と表されるグアバは、東北方言イーサーン語では「マク・シダ」(タイ語: หมากสีดา)と呼ばれる。加えてイーサーンでは男性の敬称が「バク」なので、白人の男性は「バク・シダ」(タイ語: บักสีดา)とよばれる。つまり白人を指す「ファラン」から標準語でのグアバを意味する「ファラン」を経由したイーサーンの言葉遊びである。
モルディブでは「ファランジ」（Faranji）という語がヨーロッパ系の人、とりわけフランス人を意味する。マレの北の海岸にある要塞の前の道は最近までファランジ・カロ・ゴーヒ（Faranji Kalō Gōlhi）と呼ばれていた。